# La Bazoge-Montpinçon
La Bazoge-Montpinçon là một xã thuộc tỉnh Mayenne trong vùng Pays de la Loire tây bắc nước Pháp. Xã này nằm ở khu vực có độ cao trung bình 118 mét trên mực nước biển.